# Schnurrbärtige Fledermaus
Die Schnurrbärtige Fledermaus (Pteronotus parnellii) ist eine Fledermausart aus der Familie der Kinnblattfledermäuse (Mormoopidae), welche in Zentral- und Südamerika, sowie auf den Großen Antillen beheimatet ist.
Der Artzusatz im wissenschaftlichen Namen ehrt den britischen Zoologen Richard Parnell.

## Beschreibung
Die Schnurrbärtige Fledermaus hat eine Unterarmlänge von 50–65 mm und wiegt 10–20 g. Die Männchen sind tendenziell etwas größer als die Weibchen. Junge Tiere haben oft eine dunkle Fellfarbe, die sich im Laufe des Alters beim jährlichen Fellwechsel zu einem rötlichen Braun oder Orange ändert.

## Lebensweise
Die Schnurrbärtige Fledermaus kommt sowohl in trockenen als auch feuchten Gebieten vor und ist bis in einer Höhe von 3000 m ü. NHN. zu finden. Die Art ist wie die meisten Fledermäuse nachtaktiv und ernährt sich von Insekten, wobei Käfer (Coleoptera) und Nachtfalter (Lepidoptera) bevorzugt werden. Die Echoortungsrufe sind komplex und bestehen aus mehreren Komponenten, von denen mindestens zwei frequenz-moduliert und eine von konstanter Frequenz ist. Die Rufe werden durch das Maul ausgestoßen und sind mit dem Flügelschlag und der Atmung der Tiere synchronisiert. Beutetiere können so bereits aus einer Entfernung von bis zu 3,5 m entdeckt werden.
Den Tag verbringen die Tiere in großen feuchten Höhlen oder Minen, die sie auch mit anderen Fledermausarten teilen.
Die Schnurrbärtige Fledermaus ist saisonal monoöstrisch. Die Paarung findet im Januar statt, gefolgt vom Eisprung und einer Tragezeit bis Mai. Die Weibchen bringen jeweils ein einziges Jungtier pro Jahr zur Welt.  Die Geburt ist dabei synchronisiert mit der Jahreszeit mit dem höchsten Vorkommen an Insekten. Die Jungen kommen haarlos und mit geschlossenen Augen zur Welt und werden bis Ende Juli gesäugt.

## Verbreitung und Lebensraum
Die Schnurrbärtige Fledermaus kommt von Mexiko bis Brasilien sowie auf den Großen Antillen vor. Die Art wird von der IUCN  als ungefährdet eingestuft.